# Налимов, Василий Васильевич
Василий Васильевич Налимов (4 ноября 1910 — 19 января 1997) — советский и российский математик и философ, профессор МГУ. Сын профессора-этнографа Василия Петровича Налимова.
Создатель и руководитель нескольких новых научных направлений:
метрологии количественного анализа,
химической кибернетики,
математической теории эксперимента,
наукометрии (ввел термин «наукометрия» в научный оборот).
Занимался
проблемами математизации биологии,
анализом оснований экологического прогноза,
вероятностными аспектами эволюции,
проблемами языка и мышления,
философией и методологией науки,
проблемами человека в современной науке,
вероятностной теорией смыслов.
Несмотря на слухи, что Налимов предложил понятие индекса цитирования, это понятие появилось гораздо раньше, см. например Цитирование Шепарда.
Подготовил 18 кандидатов и 3 докторов наук, был действительным членом РАЕН (1996), членом редколлегий международных научных журналов. Награждён медалью Дерека де Солла Прайса (1985), почетным знаком РАЕН «За заслуги в развитии науки и экономики» (1996), удостоен почетного звания «Классик цитирования» (по оценкам американского Ин-та научной информации, 1990).
Творческое наследие включает более 30 книг и 250 статей по различным отраслям знания.

## Биография
Отец — профессор-этнограф Василий Петрович Налимов, коми по национальности. Мать — Надежда Ивановна Налимова, урождённая Тотубалина — хирург, погибла от эпидемии сыпного тифа во время Гражданской войны.
Творческий путь Налимова начался в Москве, в школе проф. А. П. Нечаева (вскоре закрылась), далее он поступил в школу на Смоленской площади (литературу там преподавал Б. Ю. Айхенвальд). Окончил также Химические спецкурсы. Завершил среднее образование в 1928. Дружил с теоретиком мистического анархизма Алексеем Солоновичем.
В 1929 году поступил на математическое отделение физико-математического факультета МГУ. 
В 1930 году ушёл из МГУ в знак протеста против ареста Солоновича и ряда других знакомых, исключения студентов «непролетарского происхождения». Поступил на работу лаборантом во Всесоюзный электротехнический институт (ВЭИ), затем инженером-лаборантом. Служил в армии в научно-техническом центре ВВС. После демобилизации работал в Институте контрольно-измерительных приборов, где прошёл аттестационную комиссию, давшую право на защиту кандидатской диссертации без окончания вуза.
22 октября 1936 года был арестован по обвинению в принадлежности к «контрреволюционной подпольной террористической организации анархистов-мистиков». 18 июня 1937 года Особое совещание при НКВД СССР приговорило его по ст. 58 п.10-11 к 5 годам лагерей. Был отправлен в Севвостлаг, работал лаборантом авторемонтного завода, затем на общих работах (на лесоповале, на уборке торфа в забое, на доставке золотоносной земли, бутарщиком), потом в лаборатории Оротуканского завода горного оборудования.
После освобождения из лагеря в 1943 году, не дававшего права на возвращение в Москву, работал заведующим лабораторией на Оротуканском заводе горного оборудования.
В 1947 году вернулся в Москву, хотя права жить там он не имел. Работал начальником геофизического отряда Средневолжского геофизического треста под Куйбышевым, потом в Усть-Каменогорском филиале Среднеазиатского геофизического треста.
В 1949 году был повторно арестован и сослан «навечно» в Темиртау (Казахская ССР). Работал там инженером на металлургическом заводе. В 1954 году, после смерти Сталина, был освобождён из ссылки по амнистии, в следующем году вернулся в Москву. Был реабилитирован лишь в 1960 году.
С 1955 года — младший научный сотрудник ВИНИТИ АН СССР (редактор в отделе «Оптика»). Кандидат технических наук, тема диссертации: «Дифференциальное изучение ошибок спектрального и химического анализа с применением методов математической статистики» (февраль 1957, Ленинград, Всесоюзный НИИ метрологии им. Д. И. Менделеева).
Осенью 1959 года перевёлся в Государственный институт редких металлов (ГИРЕДМЕТ), где создал лабораторию математических методов исследования. Защитил диссертацию на соискание учёной степени доктора технических наук (1964) «Методологические аспекты химической кибернетики».
С 1959 года занимал должность профессора на кафедре теории вероятностей и математической статистики МГУ.
Создал (вместе с Б. В. Гнеденко) и руководил (1962—1997) секцией «Математические методы исследования» журнала «Заводская лаборатория».
В 1965—1975 годах — первый заместитель заведующего межфакультетской Лаборатории статистических методов МГУ (заведующий — акад. А. Н. Колмогоров).
После расформирования Лаборатории — заведующий лабораторией (в 1975—1988 главный научный сотрудник) математической теории эксперимента биологического факультета МГУ.
С 1993 года — главный научный сотрудник лаборатории системной экологии биологического факультета МГУ.
Скончался 19 января 1997 года, похоронен на Ваганьковском кладбище Москвы.
В своё время не получил звание академика, так как отказался вступать в партию.
Владел английским, немецким, французским, польским и арабским языками.

## Философские взгляды
Опираясь на некоторые представления философии, нетрадиционной психологии, психиатрии, математики, физики, культурологии, религиоведения, В. В. Налимов раскрывает природу смыслов и строит вероятностно ориентированную смысловую модель личности.

### История становления
Вероятностно-ориентированная философия, как направление философских исследований, сформировалась в результате более чем 30-летних научных исследований В. В. Налимова.
Исторические этапы формирования этой системы взглядов включали разработку следующих тем с точки зрения вероятностных представлений:
- Построение статистически ориентированной теории анализа вещества (1960 год)
- Создание математической теории эксперимента (1965)
- Создание наукометрии (1969)
- Вероятностная модель языка, рассматривающая семантику обыденного языка (1979)
- Философия науки (1981)
- Природа бессознательного (1978)
- Проблема эволюционизма (1985)

Завершающей работа цикла исследований явилась книга «Спонтанность сознания» (1989), в которой раскрывается природа смыслов и строится вероятностно ориентированная смысловая модель человеческой личности.
В конце жизни В. В. Налимов утверждал, что его философская система сводится к одной из разновидностей платонизма.

### Рассматриваемые проблемы
Вероятностно-ориентированная философия в целом направлена на то, чтобы по-новому осветить следующие проблемы:
- Язык и логика

1. Почему мы понимаем друг друга, когда в нашей речи используются слова с полиморфными (не атомарными) смыслами?
2. Как мы понимаем метафоры? Почему метафоры и синонимы обогащают наш язык?
3. Если наше обыденное мышление преимущественно аристотелево, то как возникают исходные предпосылки?
4. Можно ли раскрыть механизм возникновения предпосылок? Возможна ли формальная (но не аристотелева) логика порождения предпосылок?

- Личность

1. Если сознание человека — это преобразователь смыслов, то как возможно построение математически заданной семантической модели личности?
2. Как возможно сравнение такой модели с тем, что ранее было сказано о природе человека в академической и религиозной философии?

- Творчество и эволюция

1. Как возможна единая модель, задающая творчество в самом широком его понимании, включающем развитие как ноосферы, так и биосферы?
2. Как возможно введение представления о собственном времени как о мере изменчивости? Как возможны собственные ритмы?

- Терапия сознания

1. Если сейчас во всем мире со всей остротой ставится вопрос о том, что есть здоровая — гармонически развитая личность, то как можно задать математически семантическую модель такой личности? Как можем мы сейчас попытаться представить семантический портрет человека будущего?

- Искусственный интеллект

1. Как возможен искусственный интеллект? Что принципиально возможно и невозможно в моделировании сознания человека средствами ЭВМ?

- Смыслы и материя

1. Если сознание действительно есть функция высокоорганизованной материи, то почему до сих пор не появилось модели, эксплицирующей это утверждение?
2. Возможна ли другая постановка вопроса? Может быть разумнее исходить из представления о том, что смыслы и материя — это две различные реальности, и искать их единую первооснову?
3. В философской мысли как Запада, так и Востока издревле развивалось представление о том, что первоосновой Мира является Ничто. Можно ли Ничто редуцировать к представлению о Пространстве, геометрию которого можно содержательно обсуждать?

- Запредельные вопросы

1. В чём главное отличие христианского миропонимания от буддийского?
2. В чём смысл жизни человека? В чём смысл Вселенной?

- Комплексность изучения

1. Как возможно использование всего арсенала знаний — математики, физики, психологии и психиатрии, философии, философской антропологии, религиоведения при попытке осмыслить природу человека?

Все сформулированные проблемы представляют не что иное как попытку раскрыть содержание основного вопроса герменевтической философии:
- Что есть смысл и какова его роль в устройстве мира.